# لامارک ۷۲۹۶
سیارک ۷۲۹۶ (به انگلیسی: 7296 Lamarck، نامگذاری:1992PW1) هفت هزار و دویست و نود و ششمین سیارک کشف شده‌است که در ۸ اوت ۱۹۹۲ کشف شد.
قدر مطلق سیارک برابر ۱۴٫۰۰ است.